# Herakliusz (imię)
Herakliusz – imię pochodzące od imienia Herakles, oznaczające poświęcony Heraklesowi, należący do Heraklesa.
Postać literacka o tym imieniu to Herakliusz Bilewicz, dziadek Oleńki z "Potopu" Henryka Sienkiewicza.
Herakliusz imieniny obchodzi 17 maja i 8 czerwca (jako wspomnienie św. Herakliusza, biskupa, z VI wieku)
Zobacz też: (2115) Irakli
1. ↑  Fros, Sowa: Herakliusz. Deon. [dostęp 2024-10-11]. (pol.).Sprawdź autora:1 oraz 2.